# Summoner
Summoner (tạm dịch: Triệu hồi sư) là tựa game nhập vai do hãng Volition, Inc. phát triển và được THQ phát hành vào ngày 26 tháng 10 năm 2000. Đây là trò chơi thuộc thế hệ những game khởi động cho hệ máy PlayStation 2 và về sau được chuyển sang cho Microsoft Windows và Mac OS.

## Cốt truyện
Tại một ngôi làng yên bình, xa xôi, người chơi sẽ nhập vai vào một chàng trai hiền lành được các vị thần tặng cho một chiếc nhẫn thần bí. Không may, chiếc nhẫn này lại là nơi giam giữ những quái vật có sức mạnh khủng khiếp và gây ra nhiều trắc trở cho chàng. Lũ quái vật trong nhẫn luôn tìm cách dụ dỗ chàng trai sử dụng đến sức mạnh ma quái nhưng chỉ cần một lần yếu lòng, không kiểm soát được sức mạnh của chiếc nhẫn, chàng đã vô tình giết hết dân làng. Bất ngờ sau đó, một số kẻ lạ mặt đã đột nhập vào làng và quyết bắt cho được chàng. Chàng trai trốn thoát lên kinh thành, cố tìm gặp lại người đã tặng nhẫn để hỏi rõ sự thật. Trải qua cuộc hành trình trừ gian diệt bạo, người chơi sẽ phải đụng độ con trùm cuối cùng tên là Shadow, nếu vượt qua được, game sẽ đưa ra hai kết cục cho người chơi lựa chọn: nhảy vào lửa để cùng chôn vùi vào quên lãng cùng năm chiếc nhẫn ma quái, trở thành vị thần được nhiều người thơ phụng; hoặc sống ẩn dật, xa lánh loài người.

## Lối chơi
Bên cạnh cốt truyện chính, game còn có hơn hai mươi nhiệm vụ phụ tha hồ cho người chơi khám phá. Hệ thống chiến đấu của Summoner là một dạng pha trộn kết hợp lối chiến đấu theo thời gian thực và theo lượt, theo đó thì các nhân vật sẽ "luân phiên" tấn công trong thời gian thực. Hẹ thống này bổ sung thêm một tuyệt chiêu "liên hoàn" (gọi là Chain Attack), mà người chơi có thể mở rộng "lần lượt" bằng cách tung mấy chiêu cận chiến đặc biệt vào thời điểm thích hợp. Nếu làm đúng, người chơi có thể "thi triển" tuyệt chiêu liên tiếp trong thời gian dài, khiến đối phương dễ bị tổn thương hơn nhiều. Loại tuyệt chiêu này còn có thể  gây ra những hiệu ứng đặc biệt như tác động lên chỉ số nhân vật, làm hỏng điểm hành động của kẻ địch hay gây tổn hại cột máu nhiều hơn bình thường. Nhân vật trong game còn có thể cũng có thể tiếp thu và sử dụng một loạt tuyệt kỹ và phép thuật, mở rộng "điểm hành động" để sử dụng những kỹ năng này. Ngoài ra người chơi có thể sử dụng kỹ năng triệu hồi quái vật bổ sung thêm thành viên trong nhóm, giúp người chơi có một nhóm 5 thành viên thay vì nhóm 4 thành viên. Đám quái vật được triệu hồi đều sở hữu kỹ năng và phép thuật riêng biệt trong chiến đấu, thế nhưng nếu Joseph bị đánh bại thì chúng sẽ sổ lồng và tấn công nhóm của người chơi.

## Đón nhận
Summoner cho bản PS2 nhận được 74/100 điểm từ 16 bài đánh giá khác nhau tại Metacritic. Phiên bản Summoner dành cho Windows nhận được 78/100 điểm từ 14 bài đánh giá khác nhau tại Metacritic.

## Phần tiếp theo
Game còn có thêm phần tiếp theo là Summoner 2 được phát hành vào năm 2002. Ngày 19 tháng 12 năm 2012, THQ đã đệ đơn xin phá sản theo Chương 11 Luật phá sản  và tài sản của hãng đã được đem ra bán đấu giá qua tay nhiều cá nhân. Thương hiệu game Summoner, nằm trong số những tài sản khác của THQ bao gồm Darksiders và Red Faction, đã được bán lại cho Nordic Games. Nordic Games sau đó đã tái sinh lại thương hiệu này và phát hành Summoner trên nền tảng phân phối kỹ thuật số Steam.